# Psilocerea laevigata
Psilocerea laevigata là một loài bướm đêm trong họ Geometridae.